# Raging Sharks
Pour plus de détails, voir Fiche technique et Distribution.
Raging Sharks est un film américain réalisé par Danny Lerner (de), sorti directement en vidéo en 2005.

## Synopsis
Alors qu'un ovni s'écrase dans la mer, il déclenche un phénomène peu commun : un champ d'impulsions magnétiques qui mènent les requins dans une terrible frénésie.

## Fiche technique
- Titre : Raging Sharks
- Réalisation : Danny Lerner (de)
- Musique : Steve Edwards
- Genre : Action, horreur, science-fiction et thriller
- Durée : 90 minutes
- Sortie : 2005 ( France)
  - Sortie DVD : 11 octobre 2007
- Film interdit aux moins de 12 ans en France.

## Distribution
- Corin Nemec : Dr Mike Olsen
- Vanessa Angel : Linda Olsen
- Corbin Bernsen : Capt. Riley
- Todd Jensen : Ben Stiles
- Elise Muller : Vera
- Simone Levin : Simona